# 棕色硬結
棕色硬結（Brown induration）是描述長期肺鬱血，使肺臟纖維化加上血鐵質沉積，導致肺臟硬化且成深褐色的情形。